# Coppa di Turchia 2012-2013 (pallavolo maschile)
La Coppa di Turchia 2012-2013 si è svolta dal 5 ottobre 2012 al 31 marzo 2013: al torneo hanno partecipato 23 squadre di club turche e la vittoria finale è andata per la quarta volta all'Halkbank.

## Regolamento
La competizione prevede che le squadre partecipanti prendano parte ad un primo turno a gironi, dove le prime due classificare di ciascun girone da quattro squadre superano il turno, accedendo agli ottavi di finale in gara secca, nei quali entrano in gioco anche le migliori otto formazioni provenienti dalla massima serie. In seguito si disputano i quarti di finale in gare di andata e ritorno, con le quattro formazioni qualificate alla Final Four che si sfidano in un round-robin, che decreta la vincitrice del torneo.

## Squadre partecipanti
| - Anadolu Üniversitesi - Arkas - Bahçelievler - BAL - Burhaniye - Çankaya | - Düzce - Fenerbahçe - Galatasaray - Gümüşhane Torul - Halkbank - İnegöl | - İstanbul BB - Maliye Milli Piyango - Melikgazi - Niksar - Tokat - Şahinbey | - Sivas Dört Eylül - TED Ankara - Tofaş - Ziraat Bankası - Yenişehir |

## Torneo

### Primo turno

#### Girone A

##### Risultati
| 5 ottobre 2012 Karataş Şahinbey Spor Salonu, Gaziantep Durata: - Spettatori: | Ziraat Bankası | 3 - 0 | Melikgazi      | 25-11, 25-21, 25-18               |
| 5 ottobre 2012 Karataş Şahinbey Spor Salonu, Gaziantep Durata: - Spettatori: | Burhaniye      | 3 - 1 | Şahinbey       | 25-19, 19-25, 25-23, 27-25        |
| 6 ottobre 2012 Karataş Şahinbey Spor Salonu, Gaziantep Durata: - Spettatori: | Melikgazi      | 2 - 3 | Burhaniye      | 19-25, 25-23, 16-25, 25-23, 12-15 |
| 6 ottobre 2012 Karataş Şahinbey Spor Salonu, Gaziantep Durata: - Spettatori: | Şahinbey       | 1 - 3 | Ziraat Bankası | 15-25, 25-18, 17-25, 16-25        |
| 7 ottobre 2012 Karataş Şahinbey Spor Salonu, Gaziantep Durata: - Spettatori: | Ziraat Bankası | 3 - 1 | Burhaniye      | 18-25, 25-18, 25-12, 25-10        |
| 7 ottobre 2012 Karataş Şahinbey Spor Salonu, Gaziantep Durata: - Spettatori: | Şahinbey       | 3 - 0 | Melikgazi      | 25-18, 25-18, 26-24               |

##### Classifica
| Pos. | Squadra        | Pt | G | V | P | SV | SP | Ratio | PF | PS | Ratio |
| ---- | -------------- | -- | - | - | - | -- | -- | ----- | -- | -- | ----- |
| 1    | Ziraat Bankası | 9  | 3 | 3 | 0 | 9  | 2  | 4 500 | -  | -  | -     |
| 2    | Burhaniye      | 5  | 3 | 2 | 1 | 7  | 6  | 1 166 | -  | -  | -     |
| 3    | Şahinbey       | 3  | 3 | 1 | 2 | 5  | 6  | 0 833 | -  | -  | -     |
| 4    | Melikgazi      | 1  | 3 | 0 | 3 | 2  | 9  | 0 222 | -  | -  | -     |

#### Girone B

##### Risultati
| 5 ottobre 2012 Hüseyin Akbaş Spor Salonu, Tokat Durata: - Spettatori: | Çankaya      | 3 - 2 | Bahçelievler | 26-28, 25-21, 12-25, 25-19, 15-12 |
| 5 ottobre 2012 Hüseyin Akbaş Spor Salonu, Tokat Durata: - Spettatori: | Niksar       | 0 - 3 | Tokat        | 25-27, 21-25, 17-25               |
| 6 ottobre 2012 Hüseyin Akbaş Spor Salonu, Tokat Durata: - Spettatori: | Bahçelievler | 3 - 0 | Niksar       | 25-20, 25-22, 25-17               |
| 6 ottobre 2012 Hüseyin Akbaş Spor Salonu, Tokat Durata: - Spettatori: | Tokat        | 0 - 3 | Çankaya      | 25-16, 25-20, 25-21               |
| 7 ottobre 2012 Hüseyin Akbaş Spor Salonu, Tokat Durata: - Spettatori: | Çankaya      | 3 - 0 | Niksar       | 25-22, 25-22, 25-22               |
| 7 ottobre 2012 Hüseyin Akbaş Spor Salonu, Tokat Durata: - Spettatori: | Tokat        | 1 - 3 | Bahçelievler | 20-25, 24-26, 26-24, 23-25        |

##### Classifica
| Pos. | Squadra      | Pt | G | V | P | SV | SP | Ratio | PF | PS | Ratio |
| ---- | ------------ | -- | - | - | - | -- | -- | ----- | -- | -- | ----- |
| 1    | Çankaya      | 8  | 3 | 3 | 0 | 9  | 2  | 4 500 | -  | -  | -     |
| 2    | Bahçelievler | 7  | 3 | 2 | 1 | 8  | 4  | 2 000 | -  | -  | -     |
| 3    | Tokat        | 3  | 3 | 1 | 2 | 4  | 6  | 0 666 | -  | -  | -     |
| 4    | Niksar       | 0  | 3 | 0 | 3 | 0  | 9  | 0 000 | -  | -  | -     |

#### Girone C

##### Risultati
| 5 ottobre 2012 İnegöl Kapalı Spor Salonu, İnegöl Durata: - Spettatori: | Anadolu Üniversitesi | 0 - 3 | İnegöl               | 22-25, 18-25, 17-25 |
| 6 ottobre 2012 İnegöl Kapalı Spor Salonu, İnegöl Durata: - Spettatori: | İnegöl               | 0 - 3 | TED Ankara           | 14-25, 17-25, 22-25 |
| 7 ottobre 2012 İnegöl Kapalı Spor Salonu, İnegöl Durata: - Spettatori: | TED Ankara           | 3 - 0 | Anadolu Üniversitesi | 25-20, 25-16, 25-10 |

##### Classifica
| Pos. | Squadra              | Pt | G | V | P | SV | SP | Ratio | PF | PS | Ratio |
| ---- | -------------------- | -- | - | - | - | -- | -- | ----- | -- | -- | ----- |
| 1    | TED Ankara           | 6  | 2 | 2 | 0 | 6  | 0  | MAX   | -  | -  | -     |
| 2    | İnegöl               | 3  | 2 | 1 | 1 | 3  | 3  | 1 000 | -  | -  | -     |
| 3    | Anadolu Üniversitesi | 0  | 2 | 0 | 2 | 0  | 6  | 0 000 | -  | -  | -     |

#### Girone D

##### Risultati
| 5 ottobre 2012 Bursa Atatürk Spor Salonu, Bursa Durata: - Spettatori: | Yenişehir | -     | BAL       | [ 1 ]               |
| 5 ottobre 2012 Bursa Atatürk Spor Salonu, Bursa Durata: - Spettatori: | Düzce     | -     | Tofaş     | [ 1 ]               |
| 6 ottobre 2012 Bursa Atatürk Spor Salonu, Bursa Durata: - Spettatori: | BAL       | -     | Düzce     | [ 1 ]               |
| 6 ottobre 2012 Bursa Atatürk Spor Salonu, Bursa Durata: - Spettatori: | Tofaş     | -     | Yenişehir | [ 1 ]               |
| 7 ottobre 2012 Bursa Atatürk Spor Salonu, Bursa Durata: - Spettatori: | Yenişehir | 0 - 3 | Düzce     | 21-25, 20-25, 17-25 |
| 7 ottobre 2012 Bursa Atatürk Spor Salonu, Bursa Durata: - Spettatori: | Tofaş     | -     | BAL       | [ 1 ]               |

##### Classifica
| Pos. | Squadra   | Pt | G | V | P | SV | SP | Ratio | PF | PS | Ratio |
| ---- | --------- | -- | - | - | - | -- | -- | ----- | -- | -- | ----- |
| 1    | Düzce     | -  | - | - | - | -  | -  | -     | -  | -  | -     |
| 2    | BAL       | -  | - | - | - | -  | -  | -     | -  | -  | -     |
| 3    | Yenişehir | -  | - | - | - | -  | -  | -     | -  | -  | -     |
| 4    | Tofaş     | -  | - | - | - | -  | -  | -     | -  | -  | -     |

### Ottavi di finale
| 6 novembre 2012 İzmir Atatürk Spor Salonu, Smirne Durata: - Spettatori:         | BAL              | 0 - 3 | Arkas                | 16-25, 10-25, 29-31        |
| 7 novembre 2012 Başkent Voleybol Salonu, Ankara Durata: 1h:18 - Spettatori:     | Ziraat Bankası   | 0 - 3 | Halkbank             | 16-25, 21-25, 21-25        |
| 7 novembre 2012 İnegöl Kapalı Spor Salonu, İnegöl Durata: - Spettatori:         | İnegöl           | 3 - 1 | Burhaniye            | 25-23, 20-25, 25-19, 25-22 |
| 7 novembre 2012 18 Temmuz Kapalı Spor Salonu, Düzce Durata: - Spettatori:       | Düzce            | -     | TED Ankara           | [ 1 ]                      |
| 7 novembre 2012 Burhan Felek Spor Salonu, Istanbul Durata: 1h:10 - Spettatori:  | Galatasaray      | 3 - 0 | Gümüşhane Torul      | 25-17, 25-14, 25-15        |
| 7 novembre 2012 Haldun Alagaş Spor Salonu, Istanbul Durata: 1h:02 - Spettatori: | İstanbul BB      | 3 - 0 | Maliye Milli Piyango | 25-18, 25-13, 25-13        |
| 7 novembre 2012 Hasan Doğan Spor Kompleksi, Istanbul Durata: - Spettatori:      | Bahçelievler     | -     | Çankaya              | [ 1 ]                      |
| 7 novembre 2012 4 Eylül Kapalı Spor Salonu, Sivas Durata: 1h:45 - Spettatori:   | Sivas Dört Eylül | 3 - 1 | Fenerbahçe           | 25-21, 21-25, 25-23, 28-26 |

### Quarti di finale

#### Andata
| 18 dicembre 2012 İnegöl Çakır Spor Salonu, Bursa Durata: - Spettatori:          | İnegöl           | -     | Arkas       | [ 1 ]                      |
| 19 dicembre 2012 Başkent Voleybol Salonu, Ankara Durata: 1h:00 - Spettatori:    | Çankaya          | 0 - 3 | Halkbank    | 15-25, 16-25, 14-25        |
| 19 dicembre 2012 Burhan Felek Spor Salonu, Istanbul Durata: 1h:01 - Spettatori: | Galatasaray      | 3 - 0 | TED Ankara  | 25-9, 25-13, 25-19         |
| 19 dicembre 2012 4 Eylül Spor Salonu, Sivas Durata: 1h:41 - Spettatori:         | Sivas Dört Eylül | 1 - 3 | İstanbul BB | 28-26, 19-25, 17-25, 23-25 |

#### Ritorno
| 26 dicembre 2012 Başkent Voleybol Salonu, Ankara Durata: 1h:07 - Spettatori:   | Halkbank    | 3 - 0 | Çankaya          | 25-16, 25-20, 25-21        |
| 6 gennaio 2013 Başkent Voleybol Salonu, Ankara Durata: 1h:37 - Spettatori:     | TED Ankara  | 1 - 3 | Galatasaray      | 25-13, 24-26, 20-25, 21-25 |
| 9 gennaio 2013 Haldun Alagaş Spor Salonu, Istanbul Durata: 1h:07 - Spettatori: | İstanbul BB | 3 - 0 | Sivas Dört Eylül | 25-9, 25-17, 25-22         |
| 9 gennaio 2013 İzmir Atatürk Spor Salonu, Smirne Durata: 1h:07 - Spettatori:   | Arkas       | 3 - 0 | İnegöl           | 25-17, 25-19, 25-17        |

### Final-four

#### Risultati
| 29 marzo 2013 Karataş Şahinbey Spor Salonu, Gaziantep Durata: 2h:04 - Spettatori: | Arkas       | 3 - 2 | İstanbul BB | 25-23, 21-25, 25-17, 22-25, 15-10 |
| 29 marzo 2013 Karataş Şahinbey Spor Salonu, Gaziantep Durata: 1h:47 - Spettatori: | Halkbank    | 3 - 1 | Galatasaray | 21-25, 25-23, 25-19, 25-21        |
| 30 marzo 2013 Karataş Şahinbey Spor Salonu, Gaziantep Durata: 2h:06 - Spettatori: | İstanbul BB | 2 - 3 | Halkbank    | 22-25, 25-20, 25-19, 23-25, 7-15  |
| 30 marzo 2013 Karataş Şahinbey Spor Salonu, Gaziantep Durata: 2h:12 - Spettatori: | Galatasaray | 2 - 3 | Arkas       | 25-20, 12-25, 19-25, 28-26, 19-21 |
| 31 marzo 2013 Karataş Şahinbey Spor Salonu, Gaziantep Durata: 1h:58 - Spettatori: | Galatasaray | 2 - 3 | İstanbul BB | 16-25, 25-22, 16-25, 25-20, 10-15 |
| 31 marzo 2013 Karataş Şahinbey Spor Salonu, Gaziantep Durata: 2h:27 - Spettatori: | Arkas       | 2 - 3 | Halkbank    | 25-23, 33-35, 20-25, 25-22, 12-15 |

#### Classifica
| Pos. | Squadra     | Pt | G | V | P | SV | SP | Ratio | PF | PS | Ratio |
| ---- | ----------- | -- | - | - | - | -- | -- | ----- | -- | -- | ----- |
| 1    | Halkbank    | 7  | 3 | 3 | 0 | 9  | 5  | 1 800 | -  | -  | -     |
| 2    | Arkas       | 5  | 3 | 2 | 1 | 8  | 7  | 1 142 | -  | -  | -     |
| 3    | İstanbul BB | 4  | 3 | 1 | 2 | 7  | 8  | 0 875 | -  | -  | -     |
| 4    | Galatasaray | 2  | 3 | 0 | 3 | 5  | 9  | 0 555 | -  | -  | -     |